# 1924 en Europe
Chronologie de l’Europe
- 1920
- 1921
- 1922
- 1923
- 1924
- 1925
- 1926
- 1927
- 1928

## Événements

### Janvier
- 9 janvier : Une tempête aux allures raz de marée balaie tout le littoral atlantique. Des dizaines de morts, plusieurs bateaux coulés[1].
- 14 janvier - 9 avril : première réunion du comité Dawes pour les dettes allemandes.  Réduction des dommages de guerre dus par l'Allemagne[2].
- 16 janvier • France  : essais à Issy-les-Moulineaux de l'hélicoptère du Marquis Pateras-Pescara de Castelluccio, un Argentin, pour le compte du STAé français : il vole sur une distance de 1 160 m en ligne droite, le kilomètre est franchi.
- 22 janvier • Royaume-Uni : ministère travailliste minoritaire de James Ramsay MacDonald, Premier ministre du Royaume-Uni, avec le soutien sans participation des libéraux[3] (fin le 4 novembre). Il est le premier gouvernement à compter une femme, Margaret Bondfield.
- 25 janvier • Italie : dissolution de la Chambre.
- 25 janvier : alliance franco-tchécoslovaque[4].
- 25 janvier - 5 février • France : Jeux olympiques d'hiver à Chamonix
- 27 janvier • Italie : traité de Rome sur la question de Fiume : accord avec la Yougoslavie. Fiume est attribuée au royaume d'Italie tandis que la plus grande partie de l'arrière pays revient au royaume des Serbes, Croates et Slovènes[5].
- 31 janvier - 2 février • France : le congrès socialiste de Marseille accepte le Cartel des gauches.

### Février
- 8 février • France : Poincaré obtient les pleins pouvoirs financiers.
  - Crise monétaire après l’occupation de la Ruhr (1923-1924). Poincaré la résout par un emprunt à la banque Morgan et pour consolider le franc, augmente les impôts de 20 % à la veille des élections.
- 17 février • Suisse : Votations fédérales. Le peuple rejette, par 320 668 non (42,4 %) contre 436 180 oui (57,6 %), la modification de la loi fédérale sur les fabriques permettant de porter la durée de travail à 54 heures hebdomadaires
- 22 février • Allemagne : fondation de la formation de combat socialiste, Bannière d’empire (Reichsbanner Schwarz-Rot-Gold), destinée à s’opposer au Casque d’acier et au SA[6].
- 23 février • Roumanie : loi sur la nationalité roumaine[7].
- 23 février • France : loi du « Double décime » instaurant une hausse de la fiscalité. Chaque impôt cédulaire avec l'Impôt Général sur le Revenu est augmenté de 20 % (le taux marginal passe à 72 %).
- 26 février • Allemagne : ouverture du Procès Hitler-Ludendorff à Munich après l'échec du putsch de la Brasserie.
- 27 février • Belgique : chute du gouvernement Theunis I. Le roi nomme à nouveau Georges Theunis formateur[8].

### Mars
- 1er mars • Suisse : La Direction des postes annonce qu’une taxe d’audition d’un montant de 10 francs sera prélevée pour chaque installation de réception d’émissions radiophoniques.
- 4 mars - 14 avril • France : grève des métallurgistes de Saint-Étienne organisée par la CGTU (Ben Kaddour Marouf) ; partie de la fonderie Leflaive, elle s'étend jusqu'à devenir générale le 17 mars pour ne s'achever que le 14 avril[9].
- 13 mars • Belgique : installation du gouvernement Theunis I remanié.
- 22 mars • France : après plusieurs péripéties, et devant aggravation de la situation financière (chute de la valeur du franc), le parlement se résout à voter la loi budgétaire du gouvernement.
  - Majoration fiscale de 7 milliards de francs (hausse de 20 % des impôts indirects et des droits de timbre)
  - 1 milliard d'économies sur les dépenses de l'État.
  - Suppression du monopole du marché des allumettes.
  - Création d'une caisse des pensions de guerre, alimentée par la nouvelle taxe sur le chiffre d'affaires qui passe à 3 %.
  - Accroissement des mesures de lutte contre la fraude fiscale et de contrôle des revenus mobilier.
- 24 mars • France : la Ligue des Patriotes annonce la création des Jeunesses patriotes, organisation nationaliste dirigée par Pierre Taittinger[10].
- 25 mars • Grèce : proclamation de la république par le parlement grec pendant l’absence du roi Georges II[11]. Début d'une période chaotique et de coups d’État militaires.
- 28 mars • France : création de la CFP, « Compagnie Française des Pétroles » (future « Total »).
- 29 mars • Vatican : concordat entre la Bavière et le Vatican[12].

### Avril
- 1er avril • Allemagne : condamnation d’Adolf Hitler à cinq ans de forteresse, à la suite du putsch de la brasserie[13]. Au cours de sa captivité qui ne dure que neuf mois (il est amnistié par le gouvernement bavarois le 20 décembre), il commence la rédaction de son manifeste Mein Kampf (Mon combat) qui paraîtra en 1925.
- 6 avril • Italie : élections à la Chambre, après le vote d’une loi électorale (Loi Acerbo) selon laquelle le parti qui aurait 25 % des voix se verrait attribuer les deux tiers des sièges. Mussolini établit une liste nationale, le Listone, qui obtient 65 % des voix face à l’opposition divisée. Les fascistes envoient à la Chambre 355 députés contre 176 pour les autres partis.
- 6 avril • Roumanie : loi Mârzescu. Interdiction du Parti communiste roumain[14]. Il reste dans l’illégalité jusqu’en 1944.
- 8 avril • Suisse : Incident frontalier à Ponte Tresa (TI), où des soldats suisses sont accusés d’avoir crié des remarques hostiles au fascisme italien et à Benito Mussolini
- 13 avril • Grèce : référendum grec qui légitime la deuxième République hellénique[11].
- 14 avril • Espagne : création de l’union patriotique pour regrouper les sympathisants du régime du dictateur Primo de Rivera[15].
- 18 avril : 
  - la France accepte le Plan Dawes d'arrangement des réparations dues par l'Allemagne.
  - Le marquis Pateras-Pescara de Castelluccio, un Argentin, établi le record du monde de distance en hélicoptère avec un vol en ligne droite de 736 mètres à Issy-les-Moulineaux (enregistré par la FAI).
  - gouvernement Raymond Poincaré (3) (fin le 1er juin).
- 28 avril • France : Gaston Ramon, biologiste français, présente le vaccin antidiphtérique.
- 29 avril : Le Liechtenstein adoptait le franc suisse comme monnaie nationale.

### Mai
- 4 mai • Allemagne : élections législatives allemandes. Le NSDAP entre au Reichstag. Wilhelm Marx (Zentrum) forme un nouveau gouvernement le 3 juin[13].
- 4 mai • France : l'ingénieur français Étienne Œhmichen boucle le premier kilomètre en circuit fermé avec son hélicoptère no 2, à Arbouans près de Montbéliard.
- 4 mai - 27 juillet • France : Jeux olympiques d'été de 1924 à Colombes.
- 11 mai • France : Elections législatives. La droite parlementaire s'effondre, l'opinion ne lui pardonnant pas sa politique de rigueur budgétaire. Victoire du Cartel des gauches (SFIO et radicaux). Montée de l’extrême gauche (socialistes et communistes).
- 16 mai - 20 mai • France : visite officielle du ras Tafari, régent d'Éthiopie, reçu par le président de la République.
- 22 mai • France : création à Paris de la Ligue universelle de défense de la race noire (Marc Tovalou Quénum, dit Kojo Tovalou Houénou, et René Maran)[16].
- 24 mai • Italie : le secrétaire général du parti socialiste, Giacomo Matteotti, prononce à l’ouverture de la Chambre un violent réquisitoire contre le régime, proposant l'invalidation des députés du Listone.
- 27 mai • France : l'aviatrice française Adrienne Bolland bat le record du monde féminin de loopings (212) en avion sur l'aérodrome d'Orly, à bord du Caudron C.27 F-AGAP, en 72 minutes. Un fil de bougie rompu l'oblige à se poser.

### Juin
- 8-10 juin • France : gouvernement Frédéric François-Marsal.
- 10 juin • Italie : enlèvement et assassinat de Matteotti par les Fascistes. Son corps sera retrouvé le 16 août.
- 11 juin • France : démission du président de la République Alexandre Millerand qui a pris parti pour le Bloc national.
- 13 juin • France : élection de Gaston Doumergue à la présidence de la République, succédant à Alexandre Millerand (fin en 1931).
- 15 juin • France : Édouard Herriot président du Conseil (sa première présidence) et ministre des Affaires étrangères. Les socialistes soutiennent le gouvernement Herriot sans y participer. Le Cartel tente vainement d’appliquer les lois laïques à l'Alsace-Lorraine et de faire respecter les lois sur les congrégations.
- 24 juin • Hongrie : le gouvernement d'István Bethlen obtient de la SDN un prêt de 250 millions de couronnes or[17].
- 27 juin • Italie : les députés d’opposition décident de « se retirer sur l'Aventin » tant que la milice ne serait pas dissoute et lancent une grande campagne d’opinion qui discrédite les Fascistes. Mussolini cherche à se disculper puis revendique la responsabilité de l'acte, ouvrant la voie à la dictature.
- Juin • France : spéculation contre le franc. Dévaluation du franc-germinal qui ruine la bourgeoisie rentière.

### Juillet
- 4 juillet • Roumanie : loi minière [18]. Nationalisation des parts allemandes. L’État roumain devient le principal propriétaire des champs de pétrole (60 %).
- 6 juillet • Portugal : gouvernement de Alfredo Rodrigues Gaspar (15 février 1925)[19].
- 10 juillet • Italie : un nouveau décret-loi apporte des nouvelles limitations à la liberté de la presse.
- 16 juillet - 16 août : conférence de Londres. Ramsay MacDonald obtient le retrait des Français de la Ruhr et leur acceptation du plan Dawes sur les réparations allemandes[20].
- 19 juillet • France : loi réglementant l'établissement des lotissements qui complète la loi Cornudet de 1919 et prévoit des sanctions contre les lotisseurs en cas d'infraction[21].
- 25 juillet : traité de commerce entre l'Allemagne et l'Espagne[22].

### Août
- 30 août • Allemagne : lois monétaires ; adoption du Reichsmark[23].
  - Redressement économique de l'Allemagne (1924-1929). Assainissement et rationalisation de l’industrie. En février, le gouvernement impose une revalorisation des anciens titres, ce qui est en réalité, une véritable banqueroute. En avril, la Reichsbank refuse tout nouveau crédit, ce qui oblige les industriels et les commerçants à rapatrier leurs avoirs de l’étranger. Le 30 août, le Rentenmark est remplacé par le Reichsmark (RM), gagé sur l’or. Ces mesures radicales ont ruiné une partie importante de la population.

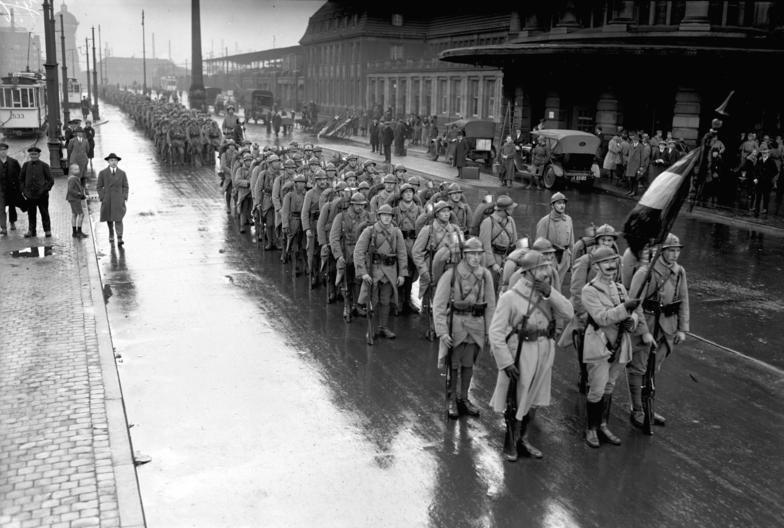
Retrait des forces françaises de Dortmund en octobre après l’occupation de la Ruhr.

### Septembre
- 1er septembre : entrée en vigueur du plan Dawes rééchelonnant le paiement des réparations par l’Allemagne sur cinq ans, les troupes belges et françaises évacuent la Ruhr[2]. L’Allemagne verse entre 7 et 8 milliards de marks entre 1924 et 1928 mais bénéficie d’emprunts et d’investissement américains considérables (25 milliards).
- 10 septembre • France : Pierre Sémard, le secrétaire du Parti communiste, et Jacques Doriot, le secrétaire des Jeunesses communistes, envoient un télégramme pour féliciter Abd el-Krim de sa victoire sur les troupes espagnoles dans la guerre du Rif[24]. Publié le lendemain dans L'Humanité, il marque le début de la campagne communiste contre la guerre du Rif[25].
- 20 septembre : traité italo-suisse de conciliation et d'arbitrage aux termes duquel les conflits entre les deux pays doivent être portés devant la Cour internationale de justice de La Haye.
- 21 septembre • Italie : inauguration du premier tronçon, entre Milan et Varèse, de ce qui deviendra l'Autoroute des Lacs.

### Octobre
- 7 - 8 octobre • France : tempête sur les côtes nord-ouest[26].
- 25 octobre • Royaume-Uni : publication dans le Daily Mail de la lettre Zinoviev, datée du 15 septembre, interceptée par les services secrets britanniques[27]. Le président du Komintern encourage les travailleurs britanniques à faire la révolution.
- 28 octobre • France : début de la Croisière noire. Citroën lance une expédition en autochenilles entre l’Afrique du Nord et Madagascar (fin le 26 juin 1925).
- 29 octobre • France : la France reconnaît l'Union soviétique.
- 29 octobre • Royaume-Uni : victoire des conservateurs aux élections d’octobre au Royaume-Uni avec 419 sièges (151 travaillistes, 40 libéraux)[3].

### Novembre
- 4 novembre • Royaume-Uni : début du ministère conservateur de Stanley Baldwin (fin en juin 1929)[28].
- 19 novembre : conclusion d'un traité entre la Suisse et l'Autriche, selon lequel la Suisse avance à son voisin sa part de financement aux travaux de régulation du Rhin sur la frontière avec le Vorarlberg.
- 20 novembre • France : début de la grève des sardinières de Douarnenez (fin le 10 janvier 1925)[29].
- 22 novembre • Portugal : gouvernement de José Domingues dos Santos (15 février 1925)[19].
- 23 novembre • France : transfert des cendres de Jean Jaurès au Panthéon de Paris.
- En novembre, résurrection de la Ligue nationale des patriotes.
- Deuxième série de lois sur les quotas d'immigrants, en vigueur jusque vers 1965.
- Établissement d’associations diocésaines pour gérer les biens de l’Église.
- Troisième année de construction du barrage hydroélectrique d'Éguzon.

### Décembre
- 2 décembre : traité de commerce entre l'Allemagne et la Grande-Bretagne[30].
- 7 décembre • Allemagne : élections législatives allemandes[13].
- 20 décembre • Allemagne : Adolf Hitler, amnistié par le gouvernement bavarois, sort de prison après 13 mois au lieu des 5 ans prévus. Il y a rédigé son manifeste Mein Kampf (Mon combat) qui paraîtra en 1925.